# John Underhill
John Underhill (7 de octubre de 1597-21 de julio de 1672) fue uno de los primeros colonos y soldados ingleses en la colonia de la bahía de Massachusetts, en la provincia de New Hampshire, donde también se desempeñó como gobernador; la colonia de New Haven, Nuevos Países Bajos, y más tarde la provincia de Nueva York, estableciéndose en Long Island. Es más conocido por liderar milicias inglesas y neerlandesas en la Guerra Pequot (1636-1637) y la Guerra del gobernador Kieft. Participó en la convención de Hempstead.

## Biografía

### Primeros años, militar y matrimonio
John Underhill nació en 1597 en Baginton, Warwickshire, Inglaterra. Fue uno de los tres hijos de John Edward Underhill (1574–1608) y Leonora Honor Pawley. Su bisabuelo, Sir Hugh Underhill, fue guardián de guardarropa de la reina Isabel en Greenwich, y su abuelo, Thomas Underhill, ocupó el mismo puesto en el castillo de Kenilworth para el favorito de Isabel, Robert Dudley, primer conde de Leicester.
La familia escapó a los Países Bajos después de la fallida conspiración del conde de Essex para derrocar a la reina. Se refugiaron en Bergen op Zoom, una ciudad fuertemente fortificada. John Edward Underhill era sargento en la compañía del capitán Roger Orme. Murió allí en octubre de 1608 y está enterrado en la Iglesia de Santa Gertrudis.
Tras la muerte de su padre, John Underhill y sus hermanos vivieron con su madre y un grupo de exiliados puritanos en los Países Bajos. Mientras estuvo allí recibió entrenamiento militar como cadete al servicio de Felipe Guillermo de Orange-Nassau. Se casó con una chica neerlandesa, Helena (Heylken) de Hooch el 12 de diciembre de 1628 en Kloosterkerk, La Haya, Holanda. Tuvieron un hijo nacido en los Países Bajos antes de emigrar, Deborah Underhill, y otros dos hijos después de emigrar: Elizabeth (nacida en 1635) y John Underhill (1642-1692).

### Colonia de la bahía de Massachusetts
En 1630, Underhill fue contratado por la Colonia de la Bahía de Massachusetts con el rango de capitán y se le pidió que ayudara a entrenar a la milicia de la colonia. Él y su esposa neerlandesa emigraron a la Colonia de la Bahía de Massachusetts en el buque Arbella ese año. En mayo de 1634 fue nombrado miembro del Tribunal General y en julio fue elegido concejal de Boston. Comenzó la primera construcción de la fortificación en Castle Island en Boston.
A principios de 1636 fue enviado a Salem para arrestar a Roger Williams, hereje contra los puritanos. Williams se le adelantó, y huyó a Rhode Island. En agosto de 1636, Underhill dirigió una expedición a Block Island.

### Guerra Pequot

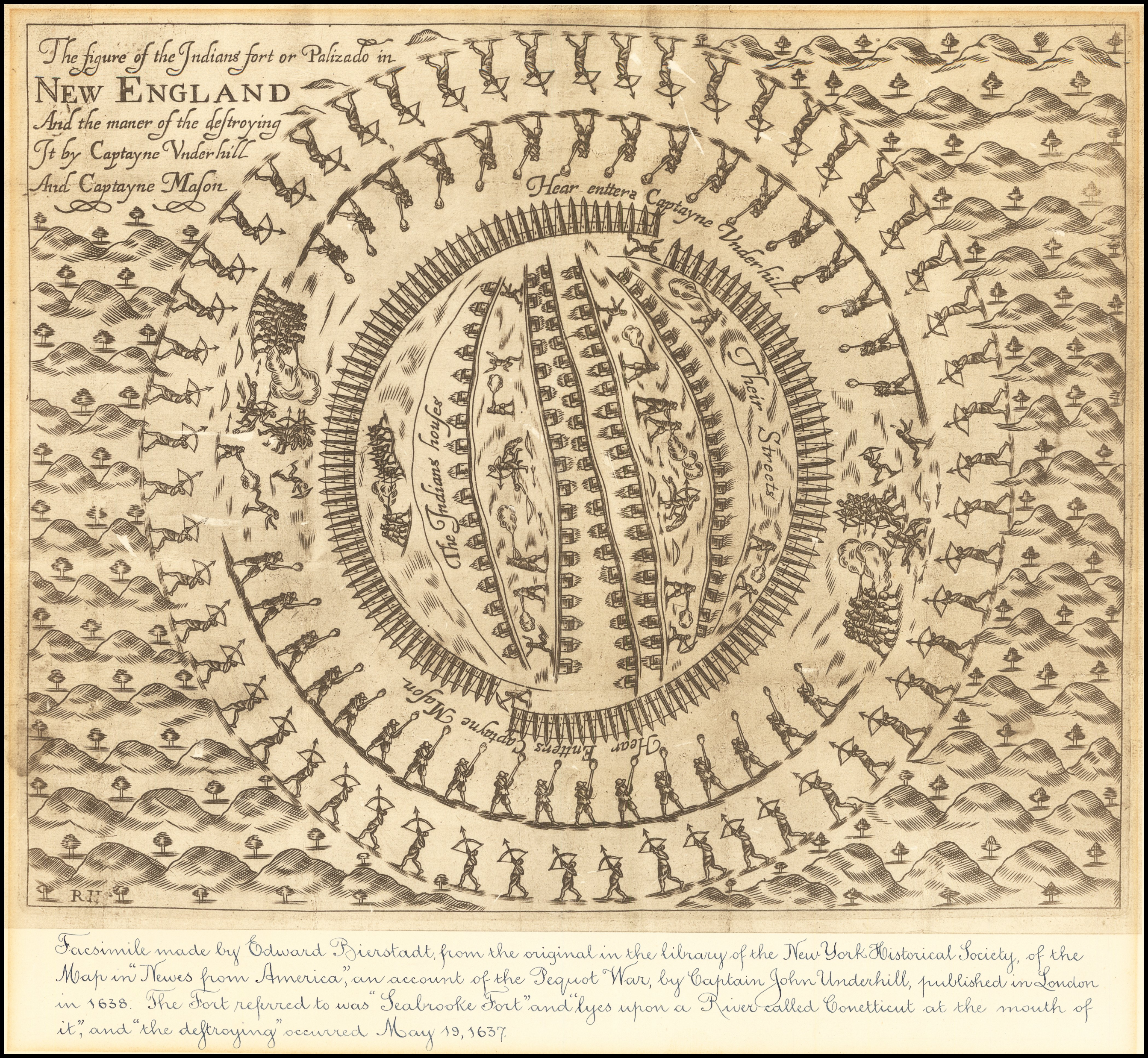
Grabado publicado en Newes from America, muestra el Palizado de los Pequot, 1638

Los colonos ingleses tenían interés en controlar el comercio regional de wampum y poseer las tierras costeras pertenecientes a los pequot. Para conseguir sus ambiciones, los puritanos usaron como pretexto el asesinato de un exiliado de la colonia de Plymouth por parte de los Narragansett y el asesinato de un pirata inglés por parte de los pequot.
En septiembre de 1637, Underhill encabezó una milicia mientras emprendía la Guerra pequot. Primero fueron al fuerte de Saybrook, en lo que hoy es Connecticut. Uniéndose a los aliados de Mohegan y la milicia de Connecticut bajo el mando del capitán John Mason, atacaron una aldea fortificada de los Pequot cerca de la moderna Mystic. Prendieron fuego a la aldea, matando a cualquiera que intentara huir. Unos 400 pequot murieron en lo que se llamó la Masacre de Mystic.
Underhill dirigió otras expediciones de cacería a los pequot supervivientes. En 1638, publicó Newes from America, un relato de su servicio en América.

### Años errantes
Un año después de estas hazañas, Underhill sufrió el impulso puritano de la conformidad. Durante ese tiempo, surgió la Controversia antinomiana. Firmó la Petición de Boston apoyando al clérigo puritano John Wheelwright. En 1637, Underhill fue destituido de su cargo y privado de sus derechos, desterrado en 1638 y excomulgado en 1640. Tras un infructuoso viaje a Inglaterra, Underhill regresó a Boston. Vendió su casa y su terreno. Luego se unió a Wheelwright, que se había establecido en Dover, New Hampshire. La madre de Underhill y su segundo marido, Morris, le acompañaron y se mudaron a la cercana Exeter. John Winthrop, gobernador de Boston, trató de impedir que Underhill sea gobernador de Dover. Las cartas de Winthrop no lograron convencer al pueblo y Underhill ascendió al cargo de gobernador de Dover.
En junio de 1641 se derogó el destierro de Underhill. En septiembre de ese año fue absuelto de un cargo de adulterio. Todavía sin encontrar un empleo remunerado en Boston, tras el bautismo de su hijo Juan III en abril de 1642, arrendó una plantación de tabaco en Flatlands, Long Island, en Nuevos Países Bajos. No llegó a pisar esa tierra.
Underhill se mudó a Stamford, Connecticut, donde fue nombrado Freeman en 1642, diputado del Tribunal General de la colonia de New Haven en 1643 y juez del Tribunal de Stamford. 

### Servicio en Nuevos Países Bajos
Después de las incursiones indias en 1643, fue contratado por el consejo de Nueva Ámsterdam, en el tiempo que eran 8 concejales, para atacar los asentamientos indios Lenape.
En febrero de 1644, trabajando para los holandeses, Underhill asesinó entre 500 y 700 lenape, que se cree que pertenecían a las bandas Siwanoy y Wechquaesgeek de la Confederación Wappinger. Los asesinatos ocurrieron en una aldea de invierno de los nativos. Algunos investigadores creen que puede haber estado ubicado en lo que ahora son los sitios de Pound Ridge o Bedford, Nueva York.
En mayo de 1644, Underhill fijó su residencia en Nueva Ámsterdam. Su parcela de tierra estaba en la actual Iglesia de la Trinidad en Manhattan. Más tarde ese año, dirigió las fuerzas de Nueva Ámsterdam contra los indios de Long Island. Los indios de Long Island construyeron un fuerte llamado Fort Neck en lo que ahora es Massapequa. Underhill atacó y quemó el fuerte de los Massapequa, matando a unos 120 indios.
La guerra comenzó porque el líder de los indios, Tackapausha, afirmó que vendió el uso holandés de la tierra, pero no la tierra en sí. En 1643, él y varios otros caciques de Long Island firmaron un acuerdo con los ingleses del puesto avanzado de Stamford de la colonia de New Haven que permitía la "compra" de una parcela de la ciudad para el nuevo asentamiento de Hempstead en territorio vendido a la Compañía Neerlandesa de las Indias Occidentales.
Al regresar a Manhattan, en 1645, Underhill fue elegido concejal del Consejo de Nueva Ámsterdam. Ese mismo año fue nombrado uno de 8 concejales para adoptar medidas contra los indios. Mientras se preparaba para ocupar la isla de Bergen, el gobernador Peter Stuyvesant lo asignó a Flushing. Fue nombrado sheriff de Flushing en 1648 y magistrado de 1651 a 1653. Esto resultó un error ya que entre 1652 a 1654 se llevará a cabo la primera guerra anglo-neerlandesa.
En 1653, Underill se volvió contra Stuyvesant y los Nuevos Países Bajos, acusándolo de ser un tirano mientras proponía como solución a la tiranía someterse al Parlamento de Inglaterra. Como líder de Flushing, Underhill emitió una proclama llamando al derrocamiento del gobierno: "Declaramos que es correcto y adecuado defendernos a nosotros mismos y a nuestros derechos, que pertenecen a un pueblo libre, contra los abusos del gobierno antes mencionado". Declaró que Stuyvesant; había impuesto magistrados a la gente de Flushing "sin elección ni votación". En conclusión, Underhill declaró: "Esta gran autocracia y tiranía es demasiado grave para que cualquier valiente inglés y buen cristiano la tolere por más tiempo. Acepte y sométase, entonces, al Parlamento de Inglaterra". Esta proclama molestó al gobierno y lo encarcelaron a causa de su sedición, por un breve tiempo. Cuando lo liberaron, retorno a las colonias inglesas.

### Retorno a las colonias inglesas
Underhill fue liberado al poco tiempo. Seguía en marcha la primera guerra anglo-neerlandesa. Una vez libre, se dirigió a las colonias de Connecticut donde habló de los planes neerlandeses de aliarse con algunas tribus para atacar los asentamientos ingleses. La Asamblea General de Rhode Island lo nombró Comandante en Jefe y le autorizó apoderarse de House of Hope en Hartford, Connecticut, un asentamiento neerlandés.
Cuando finalmente se resolvió la Primera Guerra Anglo-Holandesa en 1654, Underhill regresó a Long Island.

### Retiro en Nuevos Países Bajos
Vivió en Southold, Setauket, y finalmente se instaló en una gran propiedad (Kenilworth o Killingworth) en Oyster Bay. Este lugar estaba en el extremo este de Nuevos Países Bajos y lo suficientemente lejos del alcance de la colonia de la bahía de Massachusetts y otras colonias para dar a Underhill un respiro de la guerra y el conflicto. 
Tras la muerte de su primera esposa y de su madre en 1658, Underhill se casó con su segunda esposa, Elizabeth Feake, hija de Elizabeth Fones, el 2 de diciembre de 1658, en Oyster Bay. Feake era cuáquera y convirtió a John al cuaquerismo antes de morir.

En 1664, Inglaterra conquistó Nueva Ámsterdam, y en el Tratado de Westminster, Nuevos Países Bajos pasó a manos de los ingleses. 

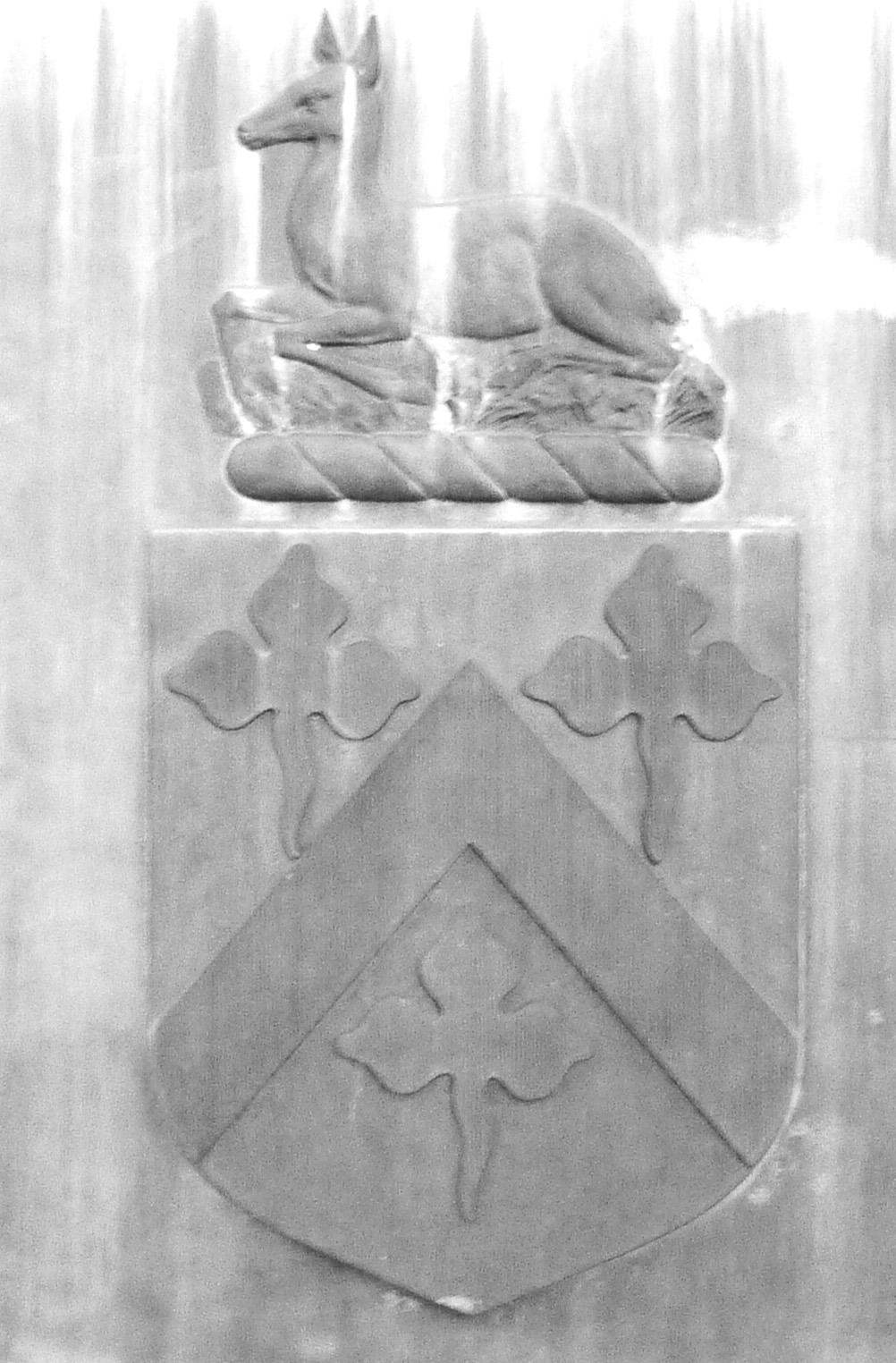
Escudo de armas del monumento al Capitán John Underhill en Underhill Burying Ground cerca de Oyster Bay, Nueva York

### Servicio a los ingleses
En 1664, el Tratado de Westminster, entregó Nuevos Países Bajos a Inglaterra. En 1665, Richard Nicolls convocó la Convención de Hempstead con el fin de establecer un marco jurídico aceptable a la provincia de Nueva York, ex-Nuevos Países Bajos. Se pidió a los pueblos de Long Island que enviaran dos representantes. Oyster Bay envió a Underhill como delegado.
Underhill estuvo de acuerdo con la aprobación de una ley según la cual los colonos no podían comprar tierras a los Lenape en el futuro sin el consentimiento del gobierno. Al cierre de la convención, Underhill fue nombrado Alto Condestable y Agrimensor General. Al año siguiente, fue asesor principal de los indios Matinecock (indígenas Lenapes ubicados en el occidente de Long Island). Los Matinecock transfirieron 150 acres (60,7 ha) de tierra en Oyster Bay a Underhill.
El capitán John Underhill murió el 21 de julio de 1672 y está enterrado en Underhill Burying Ground en Locust Valley, Nueva York.
Fue enterrado en un terreno otorgado por los Lenape al Capitán John Underhill en 1667. El cementerio ha estado en uso continuo desde el entierro de Underhill en 1672. Actualmente se llama Underhill Burying Ground.

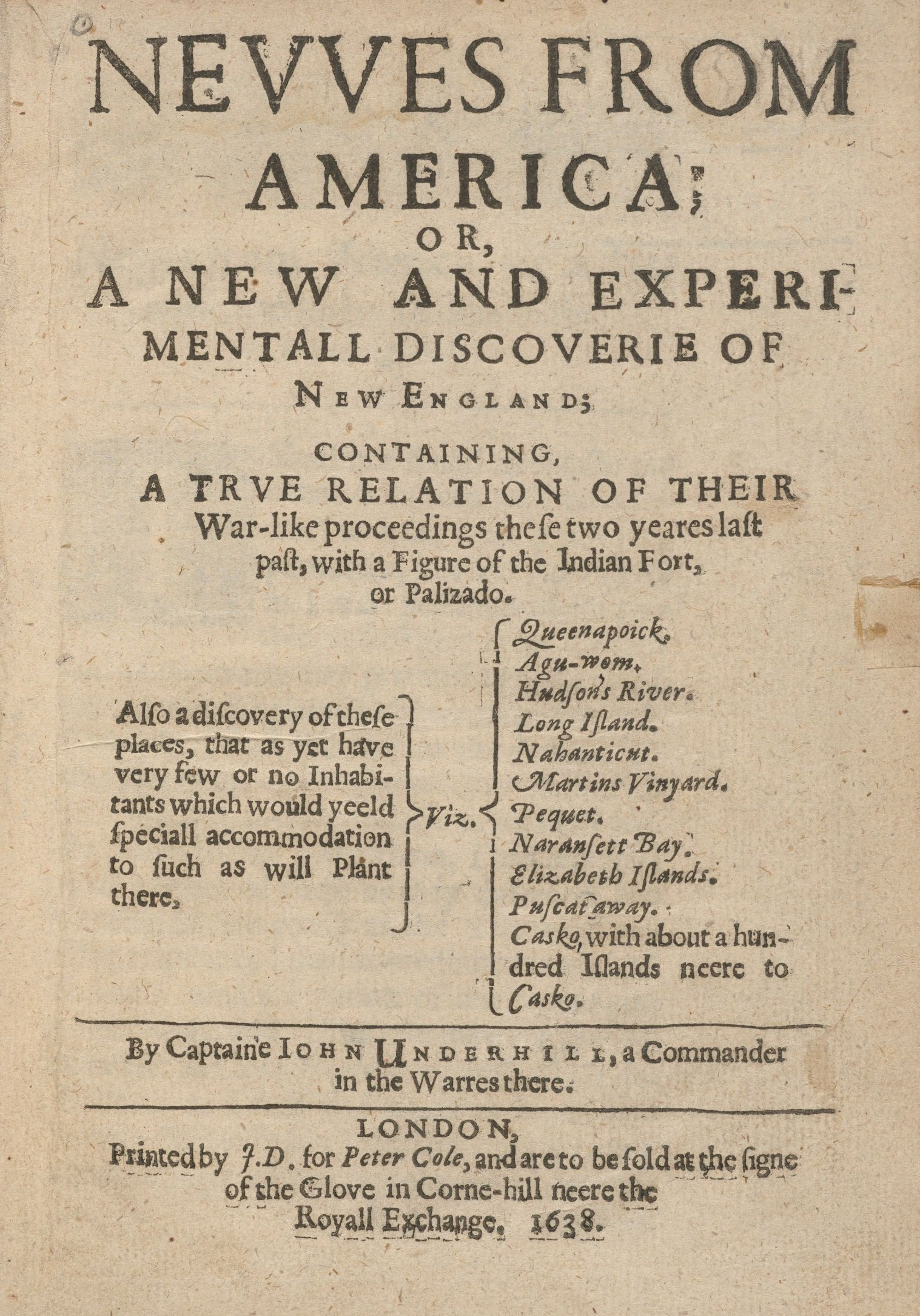
Newes from America, considerado el relato contemporáneo más completo de la Guerra Pequot. Publicado en 1638

## Escritos
Underhill escribió numerosos relatos; siendo su relato más notable: Newes from America considerado el relato contemporáneo más completo de la Guerra Pequot de 1636-1637. 
Título completo: Newes from America; Or, A New and Experimentall Discoverie of New England; Containing, A True Relation of Their War-like Proceedings These Two Yeares Last Past, with a Figure of the Indian Fort, or Palizado. Título traducido: Noticias desde América; O, Un descubrimiento nuevo y experimental de Nueva Inglaterra; Contiene, una relación verdadera de sus procedimientos bélicos de estos dos años pasados, con una figura del fuerte indio, o Palizado.

## Descendientes
El capitán John Underhill y Elizabeth Feake tuvieron cinco hijos: Deborah (1659–1697), Nathaniel (1663–1710), Hannah (1666–1757), Elizabeth (1669–1704) y David (1672–1708). Su hijo Nathaniel Underhill se instaló en el condado de Westchester, Nueva York, donde se convirtió en un ciudadano prominente y progenitor de una gran cantidad de descendientes. Varias calles en el condado de Nassau (Locust Valley y Syosset) y el condado de Westchester llevan el nombre de Underhill y sus descendientes.
Algunos de los muchos descendientes de John Underhill formaron la Underhill Society of America.

## Descendientes notables
- Myron Charles Taylor, destacado industrial estadounidense y figura diplomática clave antes, durante y después de la Segunda Guerra Mundial. Es descendiente de octava generación del Capitán John Underhill.
- Amelia Earhart, pionera de la aviación, piloto y autora estadounidense, que desapareció en un vuelo planeado a través del Pacífico.
- Tom Selleck, actor estadounidense
- Johnny Deep, actor estadounidense
- John Forbes Kerry, secretario de Estado de EE. UU. y político estadounidense
- Varios miembros de la familia política estadounidense Kean a través de Hamilton Fish Kean